# Ligne Soleure – Herzogenbuchsee
La ligne Soleure – Herzogenbuchsee est une ligne de chemin de fer établie entre Soleure et Herzogenbuchsee en Suisse. La ligne est ouverte en 1857 et fermée au trafic voyageurs en 1992, puis une partie a rouvert en 2004 sur un prolongement de Soleure à Wanzwil. Dans la région, le nom familier de la ligne était Buchsibahn.

## Historique

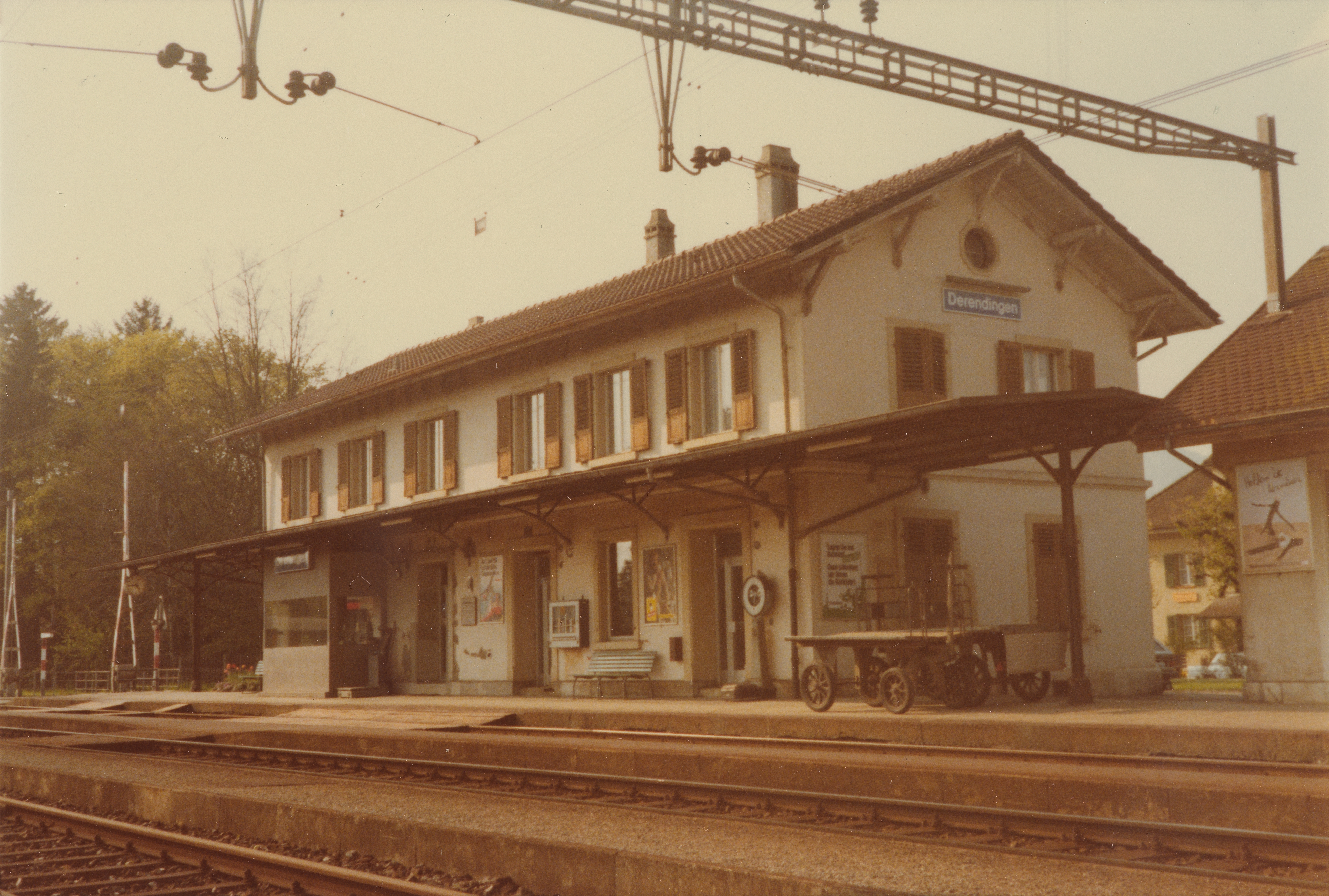
Gare de Derendingen (1980)

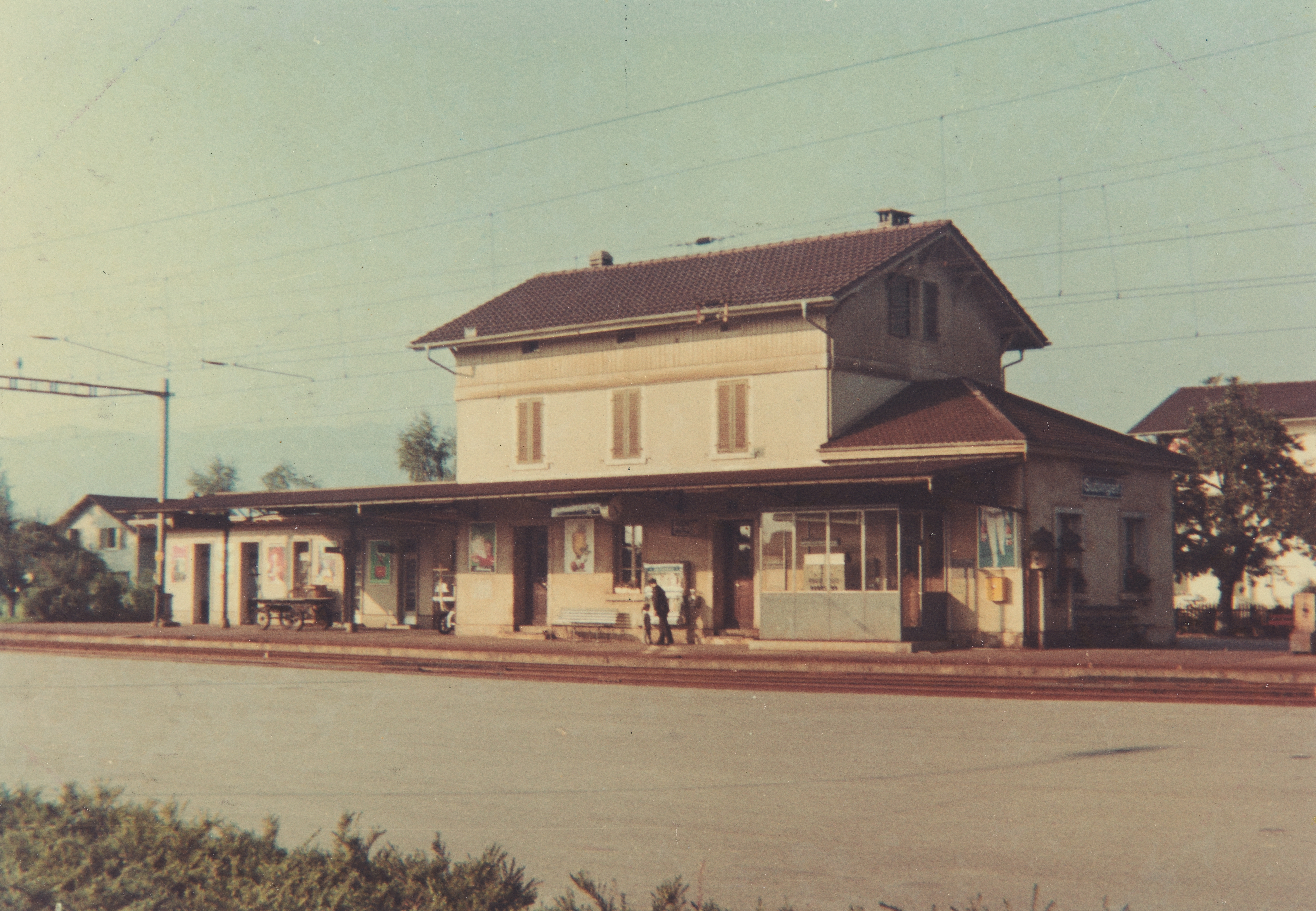
Gare de Subingen (1970)

La ligne, à voie unique , d'Herzogenbuchsee à Soleure, avec le prolongement de Soleure à Bienne, est mise en service le 1er juin 1857 dans le cadre de la ligne du Pied-du-Jura par la Compagnie du Central-Suisse. Depuis le 16 mars 1856, Herzogenbuchsee possédait une liaison ferroviaire vers Aarburg-Oftringen et le 16 juin 1857, avec l'ouverture de la ligne vers Berne Wylerfeld, le village devient un nœud ferroviaire, ce qui marque le début d'un important développement économique et conduit à la construction d'un quartier de la gare.
La ligne a connu son essor entre son ouverture et 1876, année de l'ouverture de la ligne entre Olten et Soleure. Avec ce nouveau tracé, le trafic au pied sud du Jura emprunte désormais l'itinéraire le plus court et le plus direct entre Olten et Soleure, et déclasse ainsi la ligne Soleure - Herzogenbuchsee en une ligne secondaire.
Les premières gares de la ligne étaient situées à Inkwil et Subingen, celles de Derendingen et Etziken ont été ajoutées plus tard. En 1944, l'itinéraire est électrifié et le maigre horaire a été quelque peu élargi. Dans les années 1970, la désaffectation de la ligne a été envisagée, puis reportée. Le 30 mai 1992, le service voyageurs de la ligne est fermé et est remplacé par un service routier en bus. La ligne est désélectrifiée et certains tronçons sont utilisés comme voie d'évitement.

## Prolongement Soleure – Wanzwil
Avec la planification de nouvelles lignes dans le cadre du projet Rail 2000, la ligne est apparue à plusieurs reprises à partir des années 1980 comme une variante possible pour le tracé de la nouvelle ligne entre Olten et Berne sur le plateau suisse. Elle faisait partie des quatre variantes finales, le choix de la nouvelle ligne principale retombant finalement sur la nouvelle ligne Mattstetten – Rothrist. La connexion à Soleure, qui n'a pas pu être réalisée directement, a été compensée par une variante sud plus, qui est une branche de la nouvelle ligne Ligne Mattstetten – Rothrist suivant la ligne désaffectée depuis Wanzwil. L'extension de la ligne Soleure – Wanzwil est réalisée en conservant l'ancien tracé entre Soleure et Inkwil et en démolissant le tronçon Inkwil – Herzogbuchsee, à mi-chemin duquel se trouve Wanzwil. A Inkwil, la ligne restée à voie unique se sépare en deux tunnels monotubes, qui mènent à la nouvelle ligne Ligne Mattstetten – Rothrist en direction de Rothrist sans se croiser. L'extension de la ligne a est mise en service en décembre 2004, en même temps que la ligne Mattstetten – Rothrist, et est utilisée exclusivement pour le trafic longue distance, les arrêts historiques ne sont plus desservis. La vitesse maximale entre Soleure et Subingen est de 140 km/h, puis de 200 km/h à partir de là. L'aiguillage de transition vers la ligne de Mattstetten à Rothrist peut également être utilisé à 200 km/h.